# Bahap
Bahap is een bestuurslaag in het regentschap Padang Lawas Utara van de provincie Noord-Sumatra, Indonesië. Bahap telt 698 inwoners (volkstelling 2010).